# آيت بلقاسم
آيت بلقاسم (بالإنجليزية: AIT BELKACEM)‏ هي قرية ريفية تابعة لإقليم الخميسات ضمن جهة الرباط سلا زمور زعير بالمغرب. بلغ مجموع عدد سكان آيت بلقاسم حسب إحصاءات 2004 حوالي 4915 نسمة يعيشون في 890 أسرة.